# 영상물 등급 제도
영상물 등급 제도는 영상물의 시청이 허용된 연령을 규정하는 제도로서, 서구에서 처음으로 만들어진 후, 대한민국을 비롯한 세계의 많은 나라에서 제정하였다.

## 심의 체계의 비교
| 색상             | 설명 |
| ---------------- | --- |
| 하양 (제한 없음) | 모든 연령이 관람할 수 있거나 어린이에게 적합함. 또는 등급 분류를 면제받음.                                            |
| 노랑 (권고)      | 지정된 연령대에 대해 보호자의 지도가 권고됨.                                                                          |
| 보라 (강한 권고) | 연소자에게 적합하지 않으나, 법적 강제력은 없음.                                                                       |
| 빨강 (제한)      | 연소자가 관람할 경우 반드시 보호자를 동반해야 함. (법적 강제력 있음)                                                  |
| 검정 (금지)      | 연소자는 보호자의 동반 여부와 관계없이 관람할 수 없음. 또는 제공 가능한 장소나 인물이 제한되거나, 등급 분류가 거부됨. |

| 연령·체계:→ 국가:↓   | 0/1             | 2               | 3               | 4               | 5               | 6               | 7               | 8               | 9               | 10              | 11              | 12        | 13        | 14        | 15           | 16           | 17           | 18         | 19+        | 기타                   |
| -------------------- | --------------- | --------------- | --------------- | --------------- | --------------- | --------------- | --------------- | --------------- | --------------- | --------------- | --------------- | --------- | --------- | --------- | ------------ | ------------ | ------------ | ---------- | ---------- | ---------------------- |
| 대한민국 (KMRB)      | ALL(전체관람가) | ALL(전체관람가) | ALL(전체관람가) | ALL(전체관람가) | ALL(전체관람가) | ALL(전체관람가) | ALL(전체관람가) | ALL(전체관람가) | ALL(전체관람가) | ALL(전체관람가) | ALL(전체관람가) | 12        | 12        | 12        | 15           | 15           | 15           | 15         | 19         | 제한상영가(제한관람가) |
| 미국 (MPAA)          | G               | G               | G               | G               | G               | G               | G               | G               | G               | G               | G               | G         | PG-13     | PG-13     | PG-13        | PG-13        | R            | NC-17      | NC-17      | Not Rated              |
| 미국 (MPAA)          | PG              |                 |                 |                 |                 |                 |                 |                 |                 |                 |                 |           | PG-13     | PG-13     | PG-13        | PG-13        | R            | NC-17      | NC-17      | Not Rated              |
| 체계:→ 국가:↓        | 0/1             | 2               | 3               | 4               | 5               | 6               | 7               | 8               | 9               | 10              | 11              | 12        | 13        | 14        | 15           | 16           | 17           | 18         | 19+        | 기타                   |
| 뉴질랜드 (OFLC)      | G               | G               | G               | G               | G               | G               | G               | G               | G               | G               | G               | G         | G         | G         | G            | M            | M            | R18        | R18        | R                      |
| 뉴질랜드 (OFLC)      | PG              | PG              | PG              | PG              | PG              | PG              | PG              | PG              | PG              | PG              | PG              | PG        | R13       | R13       | R15          | R16          | R16          | R18        | R18        | Objectionable          |
| 뉴질랜드 (OFLC)      | PG              | PG              | PG              | PG              | PG              | PG              | PG              | PG              | PG              | PG              | PG              | PG        | RP13      | RP13      | RP13         | RP16         | RP16         | R18        | R18        | Objectionable          |
| 독일 (FSK)           | 0               | 0               | 0               | 0               | 0               | 6               | 6               | 6               | 6               | 6               | 6               | 6         | 6         | 6         | 6            | 16           | 16           | 18         | 18         |                        |
| 독일 (FSK)           | 0               | 0               | 0               | 0               | 0               | 12              | 12              | 12              | 12              | 12              | 12              | 12        | 12        | 12        | 12           | 16           | 16           | 18         | 18         |                        |
| 러시아               | 0+              | 0+              | 0+              | 0+              | 0+              | 6+              | 6+              | 6+              | 6+              | 6+              | 6+              | 12+       | 12+       | 12+       | 12+          | 16+          | 16+          | 18+        | 18+        | 거부                   |
| 루마니아             | AG              | AG              | AG              | AG              | AG              | AG              | AG              | AG              | AG              | AG              | AG              | AP-12     | AP-12     | AP-12     | N-15         | N-15         | N-15         | IM-18      | IM-18      | IC                     |
| 루마니아             | AG              | AG              | AG              | AG              | AG              | AG              | AG              | AG              | AG              | AG              | AG              | AP-12     | AP-12     | AP-12     | N-15         | N-15         | N-15         | IM-18-XXX  |            | IC                     |
| 마카오               | A               | A               | A               | A               | A               | A               | A               | A               | A               | A               | A               | A         | B         | B         | B            | B            | B            | D          | D          |                        |
| 마카오               | B               |                 |                 |                 |                 |                 |                 |                 |                 |                 |                 |           | B         | B         | B            | B            | B            | D          | D          |                        |
| 마카오               | C               | C               | C               | C               | C               | C               | C               | C               | C               | C               | C               | C         | C         | C         | C            | C            | C            | D          | D          |                        |
| 멕시코 (RTC)         | AA              | AA              | AA              | AA              | AA              |                 |                 |                 |                 |                 |                 | B         | B         | B         | B15          | B15          | B15          | C          | C          |                        |
| 멕시코 (RTC)         | A               | A               | A               | A               | A               | A               | A               | A               | A               | A               | A               | B         | B         | B         | B15          | B15          | B15          | D          | D          |                        |
| 싱가포르 (MDA)       | G               | G               | G               | G               | G               | G               | G               | G               | G               | G               | G               | G         | PG13      | PG13      | PG13         | NC16         | NC16         | M18        | R21        | Not for All Ratings    |
| 싱가포르 (MDA)       | PG              |                 |                 |                 |                 |                 |                 |                 |                 |                 |                 |           | PG13      | PG13      | PG13         | NC16         | NC16         | M18        | R21        | Not for All Ratings    |
| 오스트레일리아 (ACB) | G               | G               | G               | G               | G               | G               | G               | G               | G               | G               | G               | G         | G         | G         | M            | M            | M            | R18+       | R18+       | Refused Classification |
| 오스트레일리아 (ACB) | PG              | PG              | PG              | PG              | PG              | PG              | PG              | PG              | PG              | PG              | PG              | PG        | PG        | PG        | MA15+        | MA15+        | MA15+        | X18+       | X18+       | Refused Classification |
| 일본 (EIRIN)         | G               | G               | G               | G               | G               | G               | G               | G               | G               | G               | G               | PG12      | PG12      | PG12      | R15+         | R15+         | R15+         | R18+       | R18+       | 거부                   |
| 아일랜드 (IFCO)      | G               | G               | G               | G               | G               | G               | G               | G               | G               | G               | G               | 12A       | 12A       | 12A       | 15A          | 16           | 16           | 18         | 18         |                        |
| 아일랜드 (IFCO)      | PG              | PG              | PG              | PG              | PG              | PG              | PG              | PG              | PG              | PG              | PG              | 12        | 12        | 12        | 15           | 16           | 16           | 18         | 18         |                        |
| 영국 (BBFC)          | U               | U               | U               | U               | U               | U               | U               | PG              | PG              | PG              | PG              | 12A       | 12A       | 12A       | 15           | 15           | 15           | 18         | 18         | 거부                   |
| 영국 (BBFC)          | U               | U               | U               | U               | U               | U               | U               | PG              | PG              | PG              | PG              | 12        | 12        | 12        | 15           | 15           | 15           | R18        | R18        | 제외                   |
| 중화민국             | 보편 (0+)       | 보편 (0+)       | 보편 (0+)       | 보편 (0+)       | 보편 (0+)       | 보호 (6+)       | 보호 (6+)       | 보호 (6+)       | 보호 (6+)       | 보호 (6+)       | 보호 (6+)       | 보호 (6+) | 보호 (6+) | 보호 (6+) | 보도15 (15+) | 보도15 (15+) | 보도15 (15+) | 한제 (18+) | 한제 (18+) |                        |
| 중화민국             | 보편 (0+)       | 보편 (0+)       | 보편 (0+)       | 보편 (0+)       | 보편 (0+)       | 보도12 (12+)    |                 |                 |                 |                 |                 |           |           |           | 보도15 (15+) | 보도15 (15+) | 보도15 (15+) | 한제 (18+) | 한제 (18+) |                        |

## 그리스
- Unrestricted – 모든 연령 관람 가능.
- 13 – 13세 미만 관람시 보호자 동반 권장.
- 17 – 보호자를 동반하더라도 17세 미만은 관람 불가능.
- 18 – 보호자를 동반하더라도 18세 미만은 관람 불가능.

## 나이지리아
- : 모든 연령층이 관람할 수 있다.
- : 보호자의 동반이 요구된다.
- : 12와는 달리 보호자를 동반하면 12세 미만도 관람 가능하다.
- : 보호자를 동반하더라도 12세 미만은 관람 불가능하다.
- : 보호자를 동반하더라도 15세 미만은 관람 불가능하다.
- : 보호자를 동반하더라도 18세 미만은 관람 불가능하다.
- : 제한 상영가.

## 남아프리카 공화국
- A 전 연령에 적합하다.
- PG 전 연령에 적합하나, 보호자의 지도가 요구되므로 어린이는 보호자와 동반하면 관람 가능하다.
- 7-9 PG 7세 미만 어린이는 부적절한 내용이 있으므로 관람이 금지되며, 만 7세 이상 9세 이하의 어린이는 보호자의 지도가 필요하다.
- 10-12 PG 10세 미만 어린이는 부적절한 내용이 있으므로 관람이 금지되며, 만 10세 이상 12세 이하의 어린이는 보호자의 지도가 필요하다.
- 13 13세 이상의 청소년만 관람할 수 있다.
- 16 16세 이상의 관객만 관람할 수 있다.
- 18 18세 이상의 성인만 관람할 수 있다.
- X18 18세 미만은 이용할 수 없으며, 공개적으로 상영할 수 없다.
- XX 상영 및 유통 불가.

## 네덜란드
Netherlands Institute for the Classification of Audiovisual Media (NICAM)에서 판정한다.
- AL 전 연령에 적합하다.
- 6 6세 미만에게는 보호자의 지도가 요구된다.
- 9 9세 미만에게는 보호자의 지도가 요구된다.
- 12 12세 미만에게는 보호자의 지도가 요구된다. (오후 8시부터 방송할 수 있다.)
- 14 14세 미만에게는 보호자의 지도가 요구된다. (오후 8시부터 방송할 수 있다.)
- 16 16세 미만은 시청할 수 없다. (오후 10시부터 방송할 수 있다.)
- 18 18세 미만은 시청할 수 없다. (자정부터 방송할 수 있다.)
- AL부터 14까지는 권고의 성격을 지냈지만, 16과 18은 엄격히 진행된다.

## 노르웨이
- 모든 연령에 적합하다.
- 6세 미만의 아동이 시청할려면 보호자를 동반해야 한다.
- 6세 미만의 아동 관람은 불허되며, 6세 이상 9세 미만의 아동은 보호자 동반시에만 관람 가능하다.
- 9세 미만의 아동 관람은 불허되며, 9세 이상 12세 미만의 어린이는 보호자 동반시에만 관람 가능하다.
- 12세 미만의 어린이 관람은 불허되며, 12세 이상 15세 미만의 청소년은 보호자 동반시에만 관람 가능하다.
- 성인 관람객에게 적합하다.

## 뉴질랜드

### 연령 제한이 없는 등급
- 연령 제한이 없어서, 모든 연령이 시청 가능하다.
- 연령 제한이 없지만, 보호자의 동반이 요구된다.
- 연령 제한이 없지만, 16세 미만 관람시에는 보호자의 동반이 권고된다.

### 연령 제한이 있는 등급
- 만 13세 미만에게는 보호자의 동반이 요구된다.
- 보호자를 동반하여도, 만 13세 미만에게는 관람이 금지된다.
- 보호자를 동반하여도, 만 15세 미만에게는 관람이 금지된다.
- 만 16세 미만에게는 보호자의 동반이 요구된다.
- 보호자를 동반하여도, 만 16세 미만에게는 관람이 금지된다.
- 만 18세 미만에게는 보호자의 지도가 요구된다. 텔레비전 프로그램에만 부여되는 등급이다.
- 보호자를 동반하여도, 만 18세 미만에게는 관람이 금지된다.
- 제한관람가.

## 덴마크
- - 모든 관객이 관람 가능하다.
- - 모든 관객이 관람 가능하나, 7세 미만이 시청할려면 보호자를 동반 해야한다.
- - 만 11세 미만의 어린이에게는 부적절하며, 7세 미만은 보호자를 동반하더라도 시청이 불가능하다. 따라서 7세 이상, 11세 미만의 어린이는 보호자를 동반한 경우만 관람이 허용된다.
- - 만 15세 미만의 관객에는 부적절하며, 7세 미만은 보호자를 동반하더라도 시청이 불가능하다. 따라서 7세 이상, 15세 미만의 관객에는 보호자를 동반한 경우만 관람이 허용된다.
- - 가정용 및 교육용에 적합하다.

## 대한민국
대한민국의 영상물 등급 제도는 대한민국 내에서 상영되는 영화와 비디오, 텔레비전에 대한 시청 가능 연령을 제한하기 위한 영상물 등급 제도로서, 영화와 비디오물은 영상물등급위원회에서, 텔레비전은 방송통신심의위원회에서 주제, 폭력성, 선정성, 언어 사용, 모방 위험 우려 등을 기준으로 등급 심의를 통해 시청 가능 연령을 정한다. '영화 및 비디오물에 관한 진흥에 관한 법률'에 의해 영화와 비디오물에 대한 등급이 정해져 있다.

### 영화
대한민국 내의 극장에서 상영되는 모든 영화는 다음 중 하나의 상영 등급을 받아야 상영 가능하며, 제한상영가는 지정된 제한상영관에서만 상영 가능하다.
| 전체관람가 누구나 관람할 수 있는 영화 | 12세 이상 관람가 만 12세 이상인 자가 관람할 수 있는 영화 | 15세 이상 관람가 만 15세 이상인 자가 관람할 수 있는 영화 | 청소년 관람불가 청소년은 관람할 수 없는 영화 | 제한상영가 상영 및 광고·선전에 있어 일정한 제한이 필요한 영화 |

- 전체관람가 모든 연령이 관람할 수 있다.
- 12세 이상 관람가 만 12세 이상인 자가 관람할 수 있다. 만 12세 미만은 보호자 동반이 필요하다.
- 15세 이상 관람가 만 15세 이상인 자가 관람할 수 있다. 만 15세 미만은 보호자 동반이 필요하다.
- 청소년 관람불가 청소년 보호법상, 만 19세 이상인 자가 관람할 수 있으며, 보호자가 동반을 한다 해도 불가능하다. (영화 및 비디오물의 진흥에 관한 법률 제 2조에서 청소년을 19세 미만이라 정의하고 있다.)
- 제한상영가 일반 상영관에서는 볼 수 없으며, 제한 상영가에서만 볼 수 있다.

### 비디오물
비디오물은 법률에 의해 정의된 '연속적인 영상이 테이프 또는 디스크 등의 디지털 매체나 장치에 담긴 저작물로서 기계·전기·전자 또는 통신장치에 의하여 재생되어 볼 수 있거나 보고 들을 수 있도록 제작된 것'을 말하며 4개의 등급이 있다.
- 전체 관람가: 모든 연령의 자가 시청할 수 있는 비디오물
- 12세 이상 관람가: 만 12세 이상의 자가 시청할 수 있는 비디오물
- 15세 이상 관람가: 만 15세 이상의 자가 시청할 수 있는 비디오물
- 청소년 관람불가: 청소년 보호법상, 만 19세 이상인 자가 시청할 수 있는 비디오물 (청소년 보호법상 청소년 유해 매체물로 간주된다.)

### 텔레비전
대한민국의 모든 방송사에서 방송되는 프로그램은 현행 방송법상, 방송통신심의위원회가 규정한 아래 등급을 토대로, 방송 사업자가 자율적으로 사전 심의를 거쳐 등급 및 분류 사유(주제, 폭력성, 선정성, 언어 사용, 모방 위험 우려 등)를 의무적으로 매기는 제도이다.
- 전체 시청 가능 모든 연령에 해당하는 자가 시청할 수 있는 프로그램. 전체관람가 또한 전체관람가라는 고지를 한다.
- 7세 미만 시청 부적절 만 7세 미만의 어린이가 시청하기에 부적절한 프로그램.
- 12세 미만 시청 부적절 만 12세 미만의 어린이가 시청하기에 부적절한 프로그램. 만 12세 미만에 어린이에게는 보호자의 지도가 요구되는 채로 시청하는 경우가 많다.
- 15세 미만 시청 부적절 만 15세 미만의 청소년이 시청하기에 부적절한 프로그램. 만 15세 미만에 청소년에게는 다소 부적절하므로 보호자의 지도가 요구가 필요하다.
- 19세 미만 시청 불가 만 19세 미만의 청소년이 시청하기에 부적절한 프로그램으로, 성인물도 이 등급으로 방송을 할 수 있으나 일정 수위를 넘으면 방송통신위원회의 제재를 받게 되므로, 현행 청소년 보호법상 청소년 유해 매체물 결정 및 고시 기준[1]에 따라 청소년 유해 매체물로 간주되어, 청소년 시청 보호 시간대[2]에 방영할 수 없다(방송심의에 관한 규정에 따라 청소년 유해 매체물로 결정 후, 해당 주무부처인 여성가족부에서 고시함).

## 독일
- 0 Ohne Altersbeschränkung (FSK 0) - 모든 연령에 적합하다.
- 6 Freigegeben ab 6 Jahren (FSK 6) - 만 6세부터 관람할 수 있다.
- 12 Freigegeben ab 12 Jahren (FSK 12) - 만 12세부터 관람할 수 있다. 성인 보호자를 동반하면 6세부터 11세까지 관람할 수 있다.
- 16 Freigegeben ab 16 Jahren (FSK 16) - 만 16세부터 관람할 수 있다.
- 18 Keine Jugendfreigabe (FSK 18) - 성인들만 관람할 수 있다.

FSK 18 등급의 영화는 TV프로그램 방영시에, 경계 시간대(청소년 비 보호 시간대)가 적용된다. (FSK 18은 오후 11시 ~ 다음날 오전 6시)

## 라트비아
The National Cinema Center가 지정한다.
- U: 모든 연령에 적합하다.
- 7+: 7세 미만은 적합하지 않다.
- 12+: 12세 미만은 적합하지 않다.
- 16+: 16세 미만은 적합하지 않다.
- 18+: 청소년은 관람할 수 없다.

U부터 16+까지는 지도가 요구되지만, 18+는 엄격히 집행된다.

## 러시아
- 0+: 모든 연령이 관람할 수 있다.
- 6+: 6세 미만은 적합하지 않다.
- 12+: 12세 미만은 적합하지 않다.
- 16+: 16세 미만은 적합하지 않다.
- 18+: 18세 미만은 관람할 수 없다.

0+부터 16+까지는 안내의 성격을 지녔지만 18+는 엄격히 집행된다.

## 루마니아
CNC가 관리한다.
- AG (audiență generală) – 전체 관람가.
- AP-12 (acordul părinților pentru copiii sub 12 ani) – 만 12세 미만의 어린이 관람시 보호자 동반이 필요하다.
- N-15 (nerecomandat tinerilor sub 15 ani) – 만 15세 미만의 관객에는 부적절할 수 있으므로, 보호자의 관람 지도가 필요하다.
- IM-18 (interzis minorilor) – 만 18세 미만은 보호자 동반시에도 관람이 불가능하다.
- IM-18-XXX (interzis minorilor și proiecției cu public) – 만 18세 미만은 보호자 동반시에도 관람이 불가능하며, 지정된 상영관만 상영 가능하다.
- IC (interdicție de comunicare) – 상영 금지.

## 마카오
- A - 모든 연령의 관객이 관람 가능하다.
- B - 만 13세 미만에게는 적합하지 않으며, 보호자의 지도가 필요하다.
- C - 만 18세 미만에게 적합하지 않음. 만 13세 미만에게는 관람이 금지되며, 만 13세 이상부터 만 17세 이하까지는 보호자를 동반해야 관람이 가능하다.
- D - 보호자를 동반시에도 만 18세 미만 관람 금지.

## 말레이시아
말레이시아의 영상물 등급 제도는 1953년에 도입되었다.

### 현재 등급
- U - 모든 연령대가 볼 수 있다.
- P12 – 12세 미만은 보호자의 지도가 필요하다.
- 13 – 13세 이상만 시청할 수 있다.
- 16 – 16세 이상만 시청할 수 있다.
- 18 – 18세 이상만 시청할 수 있다.

2023년 2월 개정 기준이다.

### 2010년부터 2023년 2월까지의 등급
- U - 모든 연령대가 볼 수 있다.
- P13 – 13세 미만은 보호자의 지도가 필요하다. (영상물의 내용을 제대로 이해하는 데 어려움이 있는 경우도 포함한다.)
- 18 – 18세 이상만 시청할 수 있다.

## 멕시코
- AA: 모든 연령대가 볼 수 있고, 7세 미만의 어린이에게 적합하다.
- A: 모든 연령대가 볼 수 있다.
- B: 12세 미만은 적합하지 않다.
- B-15: 15세 미만은 적합하지 않다.
- C: 18세 미만은 볼 수 없다.
- D: 성인 전용

AA부터 B-15까지는 안내의 성격을 지녔지만, C와 D는 엄격하게 집행된다.

## 모리셔스
- U (Universal) – 모든 관객 관람 가능.
- PG – 12세 미만 관람시 보호자 동반 필수.
- 15 – 15세 미만 관람 불가.
- 18 – 18세 미만 관람 불가.
- 18R – 성인 전용. 지정된 곳에서만 상영 가능.
- Rejected – 상영 금지.

## 몰디브
- G: 모든 연령대가 볼 수 있다.
- PG: 어린이에게는 적합하지 않다.
- 12+: 12세 미만에게는 적합하지 않다.
- 15+: 15세 미만에게는 적합하지 않다.
- 18+: 미성년자에게는 적합하지 않다.
- 18+R: 미성년자는 관람할 수 없다.
- PU: 공개적으로 상영할 수 없다.

이중 G부터 18+까지는 권고의 성격을 지녔지만, 18+R과 PU는 엄격히 집행된다.

## 몰타
- U (Universal) – 전체 관람가.
- PG (Parental Guidance) – 전체 관람가이지만, 보호자의 시청 지도, 동반 및 주의가 필요한 등급.
- 12A – 12세 미만 관람시 보호자 동반 필수.
- 12 – 12세 미만 관람 불가.
- 15 – 15세 미만 관람 불가.
- 18 – 18세 미만 관람 불가.

이 중 U부터 12A까지는 권고의 성격을 지녔지만, 12, 15, 18 등급은 엄격히 집행된다.

## 미국
미국의 영상물 등급 제도는 미국영화협회(MPAA)에 의해 제정되었으며, 1968년 11월 1일부터 처음으로 사용되고 있다. 등급을 받는 것은 의무가 아니라 임의로, 받지 않아도 작품을 공개하는 것은 가능하다. 실제로 1968년 이전의 영화들 중 지금까지도 등급이 지정되지 않은 영화도 많다. 하지만 대부분의 영화관들은 등급을 받지 않은 작품은 상영하지 않는다.
미국의 영화나 TV 프로그램은 성적 묘사나 폭력 뿐만 아니라 비속어에 대한 제한도 매우 엄격하다. 성적 묘사나 함축성이 없더라도 "Fuck"이란 욕을 한두 번 사용하더라도 PG-13 등급을 면할 수 없으며, 세 번 이상 사용하면 R 등급이 지정된다. 영화 내에서의 약물 복용 장면에 대해서도 매우 엄격히 제한하여, 그러한 장면을 포함하면 최소한 PG-13 등급 이상이 지정된다. 2007년부터 흡연 장면이 많은 경우 등급 지정을 실시하는 새로운 기준이 발표되었다. 다만 이 등급 제도가 체제의 의도를 따르게 하려는 목적으로 정치권이 유형, 무형으로 개입한다는 설도 있다.
다음 등급은 2006년도 기준이다.

### 연령 제한이 없는 등급 & 연령 제한이 있는 등급
- G: General Audiences: 모든 관객 (모든 연령층 적합)
- PG: Parental Guidance Suggested: 부모 동반 (아동 관람 부적합)
- PG-13: Parental Strongly Cautioned: 부모 주의(부분적 13세 미만 부적합)
- R: Restricted: 제한 (17세 미만은 부모나 성인 보호자 동반 요망)
- NC-17: No One 17 And Under Admitted: 18세 미만은 관람할 수 없는 영화

## 바베이도스
- GA - 모든 연령층 관람 가능.
- PG - 영·유아는 보호자 동반 권장.
- PG-13 - 13세 미만의 어린이가 관람하기엔 부적절할 수 있으며, 보호자 동반이 권장됨.
- R - 18세 미만의 청소년이 관람하기엔 부적절할 수 있으며, 보호자 동반이 권장됨.
- A - 성인만 관람 가능.

## 바하마
- A - 모든 연령층 관람 가능.
- B - 성인 관람 권장. 미성년자 관람시 성인 보호자 동반 필수.
- T - 15세 이상만 관람 가능.
- C - 성인 전용. 미성년자는 보호자 동반시에도 관람 불가.
- D - 공개 상영 불가.

## 베네수엘라
여러 범주로 나뉘며, 범주와 집행 수준에 해당하는 나이는 지방 자치 단체 조례에 의해 정의된다.

### 산크리스토발
- AA – 모든 연령이 관람 가능한데, 특히 만 12세 미만의 영·유아 및 어린이들에게 가장 적합한 등급이다.
- A – 모든 연령이 관람 가능하다.
- B – 만 12세 미만의 어린이가 관람하기엔 부적합한 등급.
- C – 만 16세 미만의 청소년이 관람하기엔 부적합한 등급.
- D – 만 18세 미만의 미성년자가 관람하기엔 부적합한 등급.

### 바루타 시
- A – 모든 연령이 관람 가능하다.
- B – 만 12세 미만의 어린이가 관람하기엔 부적합한 등급.
- C – 만 16세 미만의 청소년이 관람하기엔 부적합한 등급.
- D – 성인을 대상으로 한 등급.

### 마라카이보
다른 지역과는 달리 권고의 성격을 지니는 등급은 A뿐이다.
- A – 모든 연령이 관람 가능하다.
- B – 만 14세 이상의 관객만 관람 가능.
- C – 만 16세 이상의 관객만 관람 가능.

## 베트남

### 현재 등급
- P - 모든 연령이 관람 가능하다.
- K - 만 13세 미만의 어린이는 관람시 보호자 동반이 필수다.
- T13 - 만 13세 미만의 어린이는 관람이 불가능하다.
- T16 - 만 16세 미만의 미성년자는 관람이 불가능하다.
- T18 - 만 18세 미만의 미성년자는 관람이 불가능하다.
- C - 19세 이상 성인전용, 부모와 보호자 동반시에도 절대로 관람할 수 없다.

이 중 P만 연령 제한이 없고, K는 보호자 동반이 요구되며, 나머지는 보호자를 동반하더라도 엄격히 집행된다.

### 2017년 개정 이후 2022년까지 등급
- (Universal) - 모든 연령이 관람 가능하다.
- - 만 13세 미만인 자는 관람이 불가능하다.
- - 만 16세 미만인 자는 관람이 불가능하다.
- - 만 18세 미만의 미성년자는 관람이 불가능하다.

## 벨기에

### 현재 등급
2020년에 개정되었다.
- 전체 관람가.
- 6세 이상 대상.
- 9세 이상 대상.
- 12세 이상 대상.
- 14세 이상 대상.
- 16세 이상 대상.
- 18세 이상 대상.

모두 권고의 성격을 지닌다.

### 2019년까지 등급
- CAT.1 - 어린이의 관람이 허용되며, 모든 연령층이 관람, 입장 가능하다.
- CAT.2 - 어린이의 관람을 불허하는 등급으로, 보호자 동반시에도 만 16세 미만의 관람, 입장이 금지된다.

## 불가리아
- A - 어린이에게 적합하다.
- B - 모든 연령층이 관람할 수 있다.
- C - 12세 미만에게는 적합하지 않으며, 보호자를 동반하지 않으면 어린이는 시청할 수 없다.
- D - 16세 미만에게는 보호자를 동반해도 관람 불가.
- X - 18세 이상만 관람 가능한 성인 등급.

## 브라질
- L: 모든 연령이 관람 가능하다.
- 10: 10세 미만 관람시에는 보호자를 동반하는 것이 요구된다.
- 12: 12세 미만 관람시에는 보호자를 동반하는 것이 요구된다.
- 14: 14세 미만 관람시에는 보호자를 동반하는 것이 요구된다.
- 16: 16세 미만 관람시에는 보호자를 동반하는 것이 요구된다.
- 18: 18세 이상만을 대상으로 하는 등급이며, 보호자를 동반해도 관람이 불가하다.

## 사우디아라비아
2012년에 신설된 GCAM(General Commission for Audiovisual Media)이 관리한다.
- G 전체 관람가.
- PG 전체 관람가이지만, 만 12세 미만의 어린이에게는 보호자 동반 권장.
- PG12 만 12세 미만의 어린이에게는 보호자 동반 필수.
- PG15 만 15세 미만의 어린이에게는 보호자 동반 필수.
- R15 만 15세 이상의 관객만 관람 가능.
- R18 : 만 18세 이상의 성인만 관람 가능.

## 스웨덴
- Btl - 유아를 포함한 모든 연령 관람 가능하다.
- 7 - 모든 연령층을 포함한 7세 이상만 관람 가능하나, 유아에게는 보호자와 동반하면 누구나 관람이 가능하다.
- 11 - 모든 연령층을 포함한 11세 이상만 관람 가능하나, 7세 이상 어린이에게는 보호자와 동반하면 누구나 관람이 가능하다.
- Not Approved/15 - 15세 이상에만 적합한 등급이며, 부적절한 내용이 들어 있어 보호자를 동반해도 권고되지 않는다. 단, 11세 이상 어린이 및 청소년에게는 보호자와 동반하면 누구나 관람이 가능하다.

## 스위스
스위스의 영상물 등급 제도는 독일의 FSK와 체계가 같지만, 독일과 달리 보호자 동반 시 기준 연령보다 2세 낮은 범위부터 관람 가능하다. (예: FSK 12 등급은 보호자 동반 시 10세부터 관람 가능)

## 스페인
- APTA – 모든 관객 관람 가능.
- 7 – 7세 미만은 적합하지 않다.
- 12 – 12세 미만은 적합하지 않다.
- 16 – 16세 미만은 적합하지 않다.
- 18 – 18세 미만은 적합하지 않다.
- Pelicula X – 제한상영가.

APTA부터 18까지는 지도 및 동반이 요구되지만, Película X는 제한된다.

## 싱가포르
싱가포르의 영상물 등급은 2004년 3월 29일, 미디어 발전 관리국(Media Development Authority, 중국어: 媒体发展管理局)에 의해 개정되었다.
- G (General) - 모든 관객을 대상으로 합니다.
- PG (Parental Guidance) - 모든 관객을 대상으로 하지만, 보호자의 지도가 요구됩니다.
- PG13 (Parental Guidance 13) - 연령 제한이 없지만, 보호자의 지도가 요구되며, 만 13세 미만은 적합하지 않습니다.
- NC16 (No Children under 16 admitted) - 보호자를 동반하여도, 만 16세 미만에게는 관람이 금지됩니다.
- M18 (Mature 18) - 보호자를 동반하여도, 만 18세 미만에게는 관람이 금지됩니다.
- R21 (Restricted 21) - 보호자를 동반하여도, 만 21세 미만에게는 관람이 금지됩니다. 이 등급이 지정된 영화는 지정된 극장에서만 상영할 수 있으며, 비디오나 DVD, VCD 등의 출시에서 제외됩니다.
- NAR (Not for All Ratings) - 상영 금지.

일반적으로 G와 PG, PG13 등급은 연령 제한이 없고 모든 관객이 관람 가능하다. PG와 PG13 등급이 지정된 영상물을 관람할 때의 보호자 동반 요구는 권고 수준으로, 엄격히 집행되지는 않는다.
NC16, M18, R21 등급이 지정된 영상물은 특정 연령 이상의 관객만이 관람할 수 있도록 제한되어 있으며, 따라서 모든 관객들은 신분증 확인 등의 절차를 통과해야만 관람할 수 있다.

## 아랍에미리트
- G (General admission) – 모든 연령에게 적합.
- PG - 모든 연령에게 적합하나, 영·유아에게는 보호자의 동반이 권고된다.
- PG13 – 13세 미만 관람시 보호자 동반 필수.
- PG15 – 15세 미만 관람시 보호자 동반 필수.
- 15+ – 보호자 동반시에도 15세 미만 관람불가.
- 18+ – 보호자 동반시에도 18세 미만 관람불가.
- 21+ – 보호자 동반시에도 21세 미만 관람불가.

## 아르헨티나
- - 모든 연령에게 적합하다.
- - 13세 미만 관람시 보호자 동반이 필수이다.
- - 보호자 동반시에도 16세 미만 관람불가.
- - 보호자 동반시에도 18세 미만 관람불가.
- - 제한 상영가.

특정 장면들이 있을 경우 연령 등급에 따라서 경고를 받을 수도 있다. (13세나 16세를 집중적으로 부여됨)

## 아이슬란드
- - 모든 연령이 관람할 수 있다.
- - 만 6세 미만의 아동에게는 적합하지 않다.
- - 만 9세 미만의 어린이에게는 적합하지 않다.
- - 만 12세 미만의 어린이에게는 적합하지 않다.
- - 만 14세 미만의 어린이에게는 적합하지 않다.
- - 만 16세 미만의 청소년에게는 적합하지 않는데, 만 14세 미만의 청소년은 관람할 수 없고, 만 14세와 15세는 보호자 동반시에만 관람 가능하다.
- - 만 18세 미만의 청소년에게는 적합하지 않는데, 만 14세 미만의 청소년은 관람할 수 없고, 만 14세부터 17세까지의 청소년은 보호자 동반시에만 관람 가능하다.

## 아일랜드
- G 모든 연령이 관람 가능하며, 보호자를 동반하지 않아도 권고된다(보호자를 동반해도 괜찮다).
- PG 모든 연령이 관람이 가능하지만, 어린이(만 12세 미만)가 시청하려면 보호자 동반이 필수까지는 아니더라도 권장된다.
- 12A 어린이(만 12세 미만)가 시청하려면, 만 18세 이상의 관객을 동반 해야한다(BBFC와 마찬가지로). 이 등급은 극장 상영시에만 부여되는 등급이다.
- 12 12세 미만은 적합하지 않다. 이 등급은 비디오물만 부여되는 등급이다.
- 15A 만 15세 미만의 청소년이 시청하려면, 만 18세 이상의 관객을 동반 해야한다. 이 등급은 극장 상영시에만 부여되는 등급이다.
- 15 - 15세 미만은 적합하지 않다. 이 등급은 비디오물만 부여되는 등급이다.
- 16 만 16세 미만의 청소년은 관람이 금지되며, 보호자의 동반이 요구되지 않는다. 이 등급은 극장 상영시에만 부여되는 등급이다.
- 18 - 성인들만 볼 수 있으며, 보호자의 동반이 요구되지 않는다.

## 에스토니아
- L - 모든 관객에게 적합.
- Pere - 가족이 관람하기에 적합하다. (즉, 모든 관객에게 적합)
- MS-6 - 만 6세 미만의 어린이에게 부적절하므로, 보호자의 시청 지도가 요구된다.
- MS-12 - 만 12세 미만의 어린이에게 부적절하므로, 보호자의 시청 지도 및 주의가 요구된다.
- K-12 - 보호자를 동반하지 않으면 만 12세 미만의 어린이의 감상(입장)이 제한된다.
- K-14 - 보호자를 동반하지 않으면 만 14세 미만의 어린이의 감상(입장)이 제한된다.
- K-16 - 보호자를 동반하지 않으면 만 16세 미만의 어린이의 감상(입장)이 제한된다.

## 영국
영국에서는 영국 영상 분류협회(British Board of Film Classification, BBFC)가 영상물 심사를 실시하고 있다. 아래 등급은 2009년 이후로 사용되는 극장 및 비디오용 영화에 대한 심사 구분이다.
- U (Universal) - 모든 연령층이 관람 가능합니다.
- PG (Parental Guidance) - 모든 연령층이 관람 가능하나, 8세 미만의 소아는 보호자의 동반을 요망합니다.
- 12A (12 Accompanied/Advisory) 만 12세 미만 관람 시 보호자의 동반이 필요합니다. 이 등급은 극장용 영화에만 지정되는 등급입니다.
- 12 만 12세 미만은 시청할 수 없습니다. 이 등급은 비디오물에만 지정되는 등급입니다.
- 15 만 15세 미만의 관람이 금지되며, 보호자를 동반하여도 볼 수 없습니다.
- 18 만 18세 미만의 관람이 금지되며, 보호자를 동반하여도 볼 수 없습니다. 1982년 이전의 X 등급과 같습니다.
- R18 (Restricted 18) 만 18세 미만의 관람이 금지됩니다. 지정된 성인 극장, 성인용품 상점에서만 상영, 판매할 수 있습니다.

## 오스트레일리아
- G - 모든 관객에게 적합하다.
- PG - 모든 관객에게 적합하나, 15세 미만의 어린이가 관람할 때는 보호자의 지도가 요구된다. (연령 비제한 등급)
- M - 15세 미만에게는 적합하지 않다. (연령 비제한 등급)
- MA15+ - 15세 미만은 보호자를 동반해야 관람할 수 있다.
- R18 - 만 18세 이상만 관람이 가능하며, 미성년자는 보호자를 동반해도 관람을 허용하지 않는다.
- X18+ - 만 18세 이상만 관람 가능. 지정된 곳에만 분류된다.

## 오스트리아
- Unrestricted – 모든 연령 관람 가능.
- 6+ – 6세 미만에게는 적합하지 않음.
- 10+ – 10세 미만에게는 적합하지 않음.
- 12+ – 12세 미만에게는 적합하지 않음.
- 14+ – 14세 미만에게는 적합하지 않음.
- 16+ – 16세 미만에게는 적합하지 않음.

이중 Unrestricted부터 14+까지는 지도가 요구되지만, 16+는 엄격히 집행된다.

## 우크라이나
- DA(ДА) - 모든 연령 관람 가능. 특히 어린이에게 가장 적합한 등급.
- ZA(ЗА) - 모든 연령 관람 가능.
- 12 - 12세 미만의 어린이 관람시 보호자 동반 필수.
- 16 - 16세 미만 관람 불가.
- 18 - 18세 미만 관람 불가. 극장은 저녁 6시 이후에 상영, TV 방송은 밤 10시 이후에 송출 가능.
- Denied(Відмовлено) - 공개적으로 상영 불가.

## 이라크
- G: 모든 연령 관람 가능.
- PG 13: 13세 미만의 어린이가 관람할 때 보호자 동반 필수.
- PG 15: 15세 미만의 청소년이 관람할 때 보호자 동반 필수.
- 15+: 15세 미만의 청소년은 보호자를 동반하더라도 관람 불가.
- 18+: 18세 미만의 미성년자는 보호자를 동반하더라도 관람 불가.
- 18TC: 정부 승인 이전에 받는 18세 이상 관람가로 임시 등급이다.

## 이집트
- General Audience - 모든 연령층이 관람 가능하다.
- Adults Only - 어린이와 청소년 관람을 불허하는 등급으로, 만 18세 이상만 시청 할 수 있다.(보호자 동반시에도)

## 이탈리아
2025년 개정 기준 등급이다.
- T - 모든 연령이 볼 수 있다.
- 6+ - 6세 미만의 영·유아에는 관람이 부적절할 수도 있어 보호자의 주의가 요구된다.
- 10+ - 10세 이상만 관람할 수 있다. 단, 8세 및 13세는 보호자 동반시 관람 가능.
- 14+ - 14세 이상만 관람할 수 있다. 단, 12세 및 13세는 보호자 동반시 관람 가능.
- 18+ - 18세 이상만 관람할 수 있다. 단, 16세 및 17세는 보호자 동반시 관람 가능.

## 인도
인도의 영상물 등급 제도는 CBFC에 속해있는 등급이다.
- U - 모든 관객에게 적합하다.
- U/A - 모든 관객에게 적합하나, 12세 미만 관람시에는 보호자의 지도가 요구된다.
- A - 만 18세 이상만 관람 가능하며, 보호자를 동반해도 관람이 불가능하다.
- S - 제한 상영가.

## 인도네시아

### 영화 등급
- SU - 'Semua Umur'. 모든 관객에게 적합하다.
- 13+ - 만 13세 이상의 관객에게 적합하다.
- 17+ - 만 17세 이상의 관객에게 적합하다.
- 21+ - 만 21세 이상의 관객에게 적합하다.

모두 권고 등급인 것이 특징이다.

### TV등급
- SU - 'Semua Umur'. 모든 관객에게 적합하다.
- A - 'Anak-anak'. 모든 연령에게 시청할 수 있지만, 어린이에게 적합하다.
- BO - 'Bimbingan Orangtua'. 보호자의 지도가 요구된다.
- R - 'Remaja'. 연령 제한이 없지만, 청소년에게 적합한 영상물이다.
- D - 'Dewasa'. 성인에게만 적합한 영상물이다.

## 일본
일본에서는 영륜유지위원회(映倫維持委員会, 영화 업계 내에서 구성)가 지정하고, 제 삼자 기관으로서 영륜관리위원회(映倫管理委員会)가 실시, 관리하는 영륜 규정(映倫規定)이 사용된다. 1976년부터 중학생 이하의 관객이 관람하려면 성인 보호자의 동반이 요구되는 영화에 R 등급이 지정되었으며, 1998년 5월부터 PG-12,R-15,R-18로 구분되어 연령 제한이 없는 일반 영화와 구분하게 되었다. 또한, 청소년에 대한 문제에 대해서는 영륜 관리 위원장의 자문 기관으로서 청소년 영화 심의회가 설치되어 있다.
종래에는 주로 성적인 요소가 포함된 장면의 유무가 등급 지정에 중요한 요소로 여겨졌지만, 1990년대 이후 엽기적인 범죄 등의 발생에 따라, 폭력이나 살인 등 반사회적인 장면의 묘사에 대한 비중이 높아지고 있다. 영상 콘텐츠 윤리 연락 회의(映像コンテンツ倫理連絡会議)가 장래에 설치됨에 따라 심사 구분이 바뀔 가능성이 있다.

### 영화

#### 현재의 등급 제도
- G - 모든 연령층이 감상할 수 있다. (기존의 일반(一般)등급)
  - 1998년 5월 이전의 일반 영화 등급이 개정되었다.
  - 2009년 1월 일반 영화에서 G 등급이 다시 개정되었다.

- PG12 - 만 12세 미만(초등학생 이하)의 관객이 감상하려면 성인 보호자를 동반해야 한다.
  - 성적 묘사, 폭력, 잔혹한 장면 혹은 약물 복용 등의 묘사나, 공포 영화 등을 비롯하여 초등학생이 따라할 가능성이 있는 영화가 이 구분의 대상이 된다. 애니메이션에 대해서도 간혹 지정된다. 또한 잔혹한 장면이 없더라도「프레일티」(Frailty)라는 영화는 아버지가 아이에게 살인, 사체 유기를 강요하는 장면이 문제가 되어 PG12 등급을 지정받았다.「분닥 세인트」(The Boondock Saints)와「소년은 울지 않는다」(Boys Don't Cry),「레지던트 이블」의 경우, 대부분의 나라에서 R15+나 R18+에 상당하는 등급이 지정되었음에도 불구하고 일본에서는 PG12 지정을 받았다. 비디오물(OVA 포함) 중에서는 현재「TEDDY DEATH」가 유일하며, R15+와 R18+와는 달리 비디오물에 PG12 등급이 지정되는 일은 거의 없다. 지상파 TV 방송에서는 위성 방송과는 달리 일반 등급과 똑같이 다루어지는 경우가 많아서, 신문의 TV 편성표에도 "PG12 지정"이라고 표기하지 않는다.

- R15+ - 만 15세 미만(중학생 이하)의 입장(감상)이 금지되며, 보호자를 동반해도 볼 수 없다. “15금(禁)”이라고도 불린다.
  - 1998년 5월 이전의 R 등급을 개정하여, PG12에 비해 한층 더 자극이 강하거나 집단 괴롭힘 등을 묘사하는 경우 등에 지정된다. 또한 방송 금지 용어를 사용한 작품이나 위조 범죄를 소재로 한 작품도 지정 대상이다.「갱스터 초치」(Tsotsi)는 R15+ 등급을 지정받아 과도한 심의가 아니냐는 지적을 받았다. 이 등급이 지정된 애니메이션 작품의 수는 PG12와는 달리 적다. 지상파 TV에 방송될 때에는 심야에 방송되거나 부적절한 장면이 삭제되는 경우가 대부분이며, 신문의 TV 편성표에도 R15+ 지정이라고 표기되는 경우가 있다. 보기 드물게 일본의 일요양화극장(日曜洋画劇場)에서 R15+ 지정을 받은 영화가 방송되는 일도 있다.

- R18+ - 만 18세 미만의 입장(감상)이 금지되며, 보호자를 동반해도 볼 수 없다. “18금(禁)”이라고도 불린다.
  - 1998년 5월 이전의 성인 지정 등급을 개정한 것으로, R15+를 넘어서는 정도로 현저히 성적 감정을 자극하는 행동 묘사, 식인 등등 현저히 과격하고 폭력적인 행동의 묘사, 현저히 바보스러운 행위 및 마약이나 각성제 등의 사용을 찬미하는 표현의 묘사가 강조되는 경우에 지정된다. 그것보다 더 높은 수위의 영화일 경우, 심사 거부로 인해 비디오로만 출시된다.

#### 거부
R18+ 등급보다 과격한 묘사가 포함된 영화는 영화윤리위원회에서의 심의에서 제외되어 일반 영화관에서 상영할 수 없다. 따라서, 심의를 통과하지 않은 영화는 지정된 극장(미니 씨어터)에서만 상영이 가능하다. 또한, 성인용 비디오 애니메이션이나 포르노물의 상영은 영화윤리위원회에 의해 금지된다. 물론 일반 텔레비젼에서도 방송을 할 수가 없다만, 예외가 있다. 유료가입 채널과 같은 경우에는 성인용 비디오 애니메이션이나 성인물이 제한적으로 허용된다. 이는 다른 국가도 마찬가지이며, 특히 일본은 방송상에서만 금지될 뿐이지 인터넷, CD, DVD 발매는 별개에 이야기이다. 그쪽을 심의하는 기관이 따로 있다.

#### 이전에 사용된 등급 제도
- 일반 영화 제한부(一般映画制限付(R)) - 일명 R 등급. 만 15세 미만(중학생 이하)의 입장(감상)이 금지된다. 이후의 R15+ 등급과 같으며, 1979년에 도입되었다. 도입 당시에는 미국, 대한민국과 마찬가지로 만 15세 미만은 반드시 보호자 동반이 요구되었다. 하지만 많은 영화관에서 지켜지지 않았기 때문에, 이듬해에는 '보호자를 동반하여도 입장 금지'로 개정되었다.
- 성인 지정(成人指定) - 일명 성인영화. 만 18세 미만의 입장(감상)이 금지된다. 이후의 R18+ 등급과 같다.

## 자메이카
- G (General Audiences): 전체 관람가.
- PG (only applied occasionally): 보호자의 동반이 요구된다.
- PG-13: 보호자를 동반하지 않으면 어린이는 관람할 수 없다.
- T-16: 만 14세 미만에게는 관람이 불허되며, 14세와 15세의 청소년은 보호자를 동반한 경우만 관람 가능하다.
- A-18: 보호자를 동반하더라도 어린이와 청소년은 관람할 수 없다.

## 대만
대만에서는 행정원신문국에서「영화 등급 처리법」(電影片分級處理辦法) 제 2조에 따라 영상물에 대한 심사를 실시하고 아래 5개 등급 중 하나를 지정하도록 되어 있다. 자율적인 등급이 아니라 행정 명령의 효력, 즉 강제력을 갖는 제도이다.
다음은 2015년 10월 16일부터 시행되는 등급 제도이다.
- 약칭은「普」와 「0+」. 모든 연령층이 관람할 수 있다. (G)
- 약칭은「護」와 「6+」. 만 6세 미만의 관람을 금지하지만, 만 6세부터 12세 미만의 어린이는 보호자를 동반하면 관람할 수 있다. (PG) 독일의 FSK 12와 같다.
- 약칭은「輔12」와 「12+」. 만 12세 미만의 관람을 금지한다. (R-12)
- - 약칭은「輔15」와 「15+」. 만 15세 미만의 관람을 금지한다. (R-15)
- 약칭은「限」와 「18+」. 만 18세 미만의 관람을 금지한다. (R-18)

영화의 수가 많지 않았던 중화민국의 영화 산업 초기에는 보편급과 한제급으로만 구분되었다. 이후 영화의 수가 증가하면서 보도급이 신설되었고, 1994년 4월에 보호급이 추가되었으며, 2015년 10월에 보도급이 12와 15로 분리되었다.
1999년부터「TV 프로그램 등급 처리법」(電視節目分級處理辦法)에 의거하여 행정원신문국에서 실시하는 텔레비전 등급 제도도 같은 등급을 사용한다. 2004년에 행정원신문국이 발표한「출판물 및 비디오물 등급 처리법」(出版品及錄影節目帶分級辦法)도「영화 등급 처리법」과 유사하다.
이전에 사용되던 등급 제도는 아래와 같다.
- 보편급(普遍級) - 약칭은「普」. 모든 연령층이 관람할 수 있다.
- 보호급(保護級) - 약칭은「護」. 만 6세 미만의 관람을 금지하지만, 만 6세부터 12세 미만의 어린이는 보호자를 동반하면 관람할 수 있다.
- 보도급(輔導級) - 약칭은「輔」. 만 12세 미만의 관람을 금지하지만, 만 12세부터 18세 미만의 미성년자는 보호자를 동반하면 관람할 수 있다. 보호자의 주의가 요구된다.
- 한제급(限制級) - 약칭은「限」. 만 18세 미만의 관람을 금지한다. (보호자 동반시에도)

## 중국
홍콩을 제외한 중국 본토는 아직 영상물 등급 제도를 채택하지 않았다. 이미 많은 사람들이 도입을 제의하였으며, 중국 당국도 영상물 등급 도입을 연구하고 있지만, 도입되려는 움직임은 별로 일어나지 않았다. 2005년에「전영촉진법」(电影促进法)의 일환으로 최초의 영상물 등급 제도가 도입될 것으로 예상되었지만, 전국인민대표대회는 관련 법률을 아직 통과시키지 않았다.
대신, 중국 당국의 영상물 심사 과정에는 실제로 "모든 연령의 관객이 관람할 수 있도록" 장면의 일부분을 삭제하는 과정이 포함된다. 다만 일부 극장에서는 어린이와 미성년 관객 보호에 도움이 되도록 독자적으로 상영 등급을 만들어 실시하기도 한다.

## 체코
- U - 모든 연령의 관객에게 적합하다.
- 12 - 만 12세 이상의 관객에게 적합하다. 하지만, 12세 미만일 때 성인 혹은 부모님 동반시 관람 가능하다.
- 15 - 만 15세 이상의 관객에게 적합하지만 15세 미만일 때 성인 혹은 부모님 동반시 관람 가능하다.
- 18 - 만 18세 이상의 관객에게 적합하다. (보호자 동반시에도 만 18세 미만의 관객은 관람이 불가능하다.)

## 칠레
- TE - 모든 연령에게 시청할 수 있다.
- Inconveniente para menores de 7 años - 아동(만 7세 미만)이 관람하려면, 보호자의 지도가 요구된다.
- Mayores de 14 años - 어린이(만 14세 미만)가 관람하려면, 보호자의 지도가 요구된다.
- Mayores de 18 años - 성인 지정으로 되어있지만, 만 18세 미만의 미성년자를 관람하려면 보호자의 지도가 요구된다.

## 카자흐스탄
카자흐스탄의 영상물 등급 제도는 Committee for Culture of the Ministry for Culture and Information이 지정한다.
- К - 누구나 시청 가능하다.
- БА - 만 12세 이상의 관객만 시청할 수 있다.
- Б14 - 만 14세 미만에게는 적합하지 않다. 만 12세 미만의 어린이는 시청할 수 없고, 12~13세의 청소년에게는 보호자의 지도가 필요하다.
- Е16 - 만 16세 미만에게는 적합하지 않다. 만 12세 미만의 어린이는 시청할 수 없고, 12~15세의 청소년에게는 보호자의 지도가 필요하다.
- Е18 - 18세 미만은 시청할 수 없다.
- НА - 21세 이상만 시청할 수 있고, 특별히 허가된 극장에서만 상영할 수 있다.

등급을 매기지 않은 영상물은 공개적으로 상영하지 않는다.

## 캐나다

### 일반지역
- G - 모든 연령에 적합해서, 보호자를 동반하지 않아도 된다.
- PG - 모든 연령에 적합하나, 만 10세 미만의 어린이가 관람하려면 보호자를 동반 해야한다.
- 14A - 만 14세 미만의 어린이가 시청하려면, 성인 보호자를 동반 해야한다.
- 18A - 만 18세 이상의 관객을 대상으로 하는 영화로, 14세 미만은 관람할 수 없고, 14~17세는 보호자 동반 시에 한해 관람할 수 있다.(일부 주에서만)
- R - 만 18세 미만의 관객에는 적합하지 않다. (보호자 동반시에도)
- A - 미성년자(만 18세 미만)는 적합하지 않다. (보호자 동반시에도)

### 퀘벡 주
- - 모든 연령에 적합하지만, 어린이에게 권장하지 않을 수도 있다.
- - 만 13세 이상만 관람 가능하나 어린이가 시청하려면 성인 보호자와 동반 해야하지만, 보호자와 동반하는 어린이가 보기에는 부적절한 내용이 있을 수도 있다.
- - 만 16세 이상만 관람 가능한 등급이다.
- - 성인 관객만 적합한 등급이다.

## 콜롬비아
2005년 6월 22일, 콜롬비아 문화부(스페인어: Ministerio de Cultura)가 제정하였다.
- T - 모든 연령대가 관람할 수 있다.
- 7 - 7세 이상부터 적합하다.
- 12 - 12세 이상부터 적합하다.
- 15 - 15세 미만은 관람할 수 없다.
- 18 - 18세 미만은 관람할 수 없다.
- X - 성적인 묘사가 포함되어 있다.
- Prohibited - 범죄를 일으킬 우려가 있는 장면이 포함되어 있다.

이 중 T부터 12까지는 지도 및 안내가 요구되지만, 15, 18, X 등급은 엄격히 집행된다.

## 쿠웨이트
- E - 모든 연령대가 관람할 수 있다.
- PG - 13세 미만의 어린이는 성인 보호자를 동반해야 관람할 수 있다.
- T - 13세 미만의 어린이는 관람할 수 없다.
- 18+ - 18세 미만의 미성년자는 관람할 수 없다.

## 태국
- P: 모든 연령이 관람할 수 있으며, 교육용으로 적합하다.
- G: 모든 연령이 관람할 수 있다.
- 13+: 모든 연령이 관람할 수 있으나, 13세 미만 관람 시에는 보호자의 동반이 권고된다.
- 15+: 15세 미만 관람 시에는 보호자의 동반이 요구된다.
- 18+: 18세 미만 관람 시에는 보호자의 동반이 요구된다.
- 20+: 보호자를 동반하더라도 20세 미만에게는 관람이 금지된다.
- Banned: 제한상영가.

## 튀르키예
- Genel (전체 관람가) – 모든 연령층이 관람할 수 있다.
- 6A – 6세 미만 시청시에는 보호자의 동반이 요구된다.
- 6+ – 6세 이상부터 적합하다.
- 10A – 10세 미만 시청시에는 보호자의 동반이 요구된다.
- 10+ – 10세 이상부터 적합하다.
- 13A – 13세 미만 시청시에는 보호자의 동반이 요구된다. 대개 (항상은 아니지만) 7세 미만이 시청하지 못하도록 7+과 같이 쓰인다.
- 13+ – 13세 이상부터 적합하다.
- 16+ – 16세 이상부터 적합하다.
- 18+ – 18세 이상부터 적합하다.

## 포르투갈
영화 등급 제도는 Comissão de Classificação de Espectáculos의 Ministry of Culture에서 판정한다. 과거에는 3세 미만이 공개 상영하는 영화를 시청하는 것이 금지되었지만, 2014년에 3세 미만과 14세 이상을 위한 새로운 등급이 도입되었다.
- Para todos os públicos – 전체 관람가. (특히 3세 미만을 위한 것이다.)
- M/3 3세 이상부터 관람할 수 있다.
- M/6 6세 이상부터 관람할 수 있다.
- M/12 12세 이상부터 관람할 수 있다.
- M/14 14세 이상부터 관람할 수 있다.
- M/16 16세 이상부터 관람할 수 있다.
- M/18 18세 이상부터 관람할 수 있다.
- M/18–P M/18을 보완하며, 포르노그래피에 쓰인다.

## 프랑스
CNC(프랑스어: centre national du cinéma et de l'image animée)에서 심의한다.
- U(Tous publics) - 모든 연령에 적합하다.
- 12 - 어린이(만 12세 미만)는 시청이 불가능하다.
- 16 - 만 16세 미만의 청소년은 시청이 불가능하다.
- 18 - 미성년자(만 18세 미만)는 시청이 불가능하다. DVD나 비디오를 구매하거나 대여하려면 신분증을 지참해야 한다.
- Interdiction(Prohibited) - 상영 금지.

이 중 U등급만 권고의 성격을 지니며, 나머지는 모두 엄격히 집행된다. 수위가 높은 일부 영화는 등급을 올리기엔 너무 과하다고 판단될 때 경고 등급을 받을 수 있다.(U, 12, 16)

## 피지
- G - 모든 연령 관람 가능
- Y - 13세 미만의 어린이는 관람 불가
- A - 18세 미만의 청소년은 관람 불가
- R - 제한 상영가

이 중 G 등급만 권고의 성격을 지니며, 나머지는 모두 엄격히 집행된다.

## 핀란드
- S - 모든 연령에 적합하다.
- 7 - 만 4세 미만의 유아에게는 관람이 금지되며, 4세 이상 7세 미만의 유아는 보호자 동반에 한해 관람이 허용된다.
- 12 - 만 9세 미만의 어린이에게는 관람이 금지되며, 9세 이상 12세 미만의 어린이는 보호자 동반에 한해 관람이 허용된다.
- 16 - 만 13세 미만의 청소년에게는 관람이 금지되며, 13세 이상 16세 미만의 청소년은 보호자 동반에 한해 관람이 허용된다.
- 18 - 만 18세 미만의 관객에게는 관람이 금지된다.

## 필리핀
영화 등급
- G - 모든 연령이 관람할 수 있다.
- PG - 모든 연령이 관람할 수 있지만 13세 미만의 어린이는 보호자 동반시 관람 가능하다.
- R-13 - 13세 이상의 관객만이 관람할 수 있으며, 보호자 동반시에도 엄격히 집행된다.
- R-16 - 16세 이상의 관객만이 관람할 수 있으며, 보호자 동반시에도 엄격히 집행된다.
- R-18 - 18세 이상의 관객만이 관람할 수 있으며, 보호자 동반시에도 엄격히 집행된다.
- X - 상영 금지.

TV 등급
- G - 모든 연령이 관람할 수 있다.
- PG - 보호자 동반이 요구된다.
- SPG - 강력한 보호자 동반이 요구된다.

## 헝가리
- : 모든 연령이 관람할 수 있는 등급.
- : 6세 미만은 적합하지 않다.
- : 12세 미만은 적합하지 않다.
- : 16세 미만은 적합하지 않다.
- : 18세 미만은 적합하지 않다.
- : 18세 미만은 보호자를 동반하여도 관람할 수 없다.

이 중 KN부터 18까지는 권고의 성격을 지녔지만, X등급은 엄격히 집행된다.

## 홍콩 및 아제르바이잔
홍콩의 영화 상영 등급 제도는 1988년 11월에서 시행했다. 홍콩의 영화관에서 상영되는 모든 영화들은 특별한 경우를 제외하면 TV/오락 인가국(TELA)의 심의를 거쳐서 등급 지정을 받아야 한다. 홍콩의 영상물 등급은 다음과 같이 구분된다.

### 현재 등급
- - 1등급. 모든 연령의 관객이 관람 가능하다.(Bütün yaşlar üçün uyğundur)
- - 2A 등급. 일부 내용이 어린이에게 부적절하므로, 보호자의 시청 지도가 요구된다. (Uşaqlar üçün uyğun deyil)
- - 2B 등급. 일부 내용이 어린이 및 청소년에게 부적절하므로, 보호자의 시청 지도가 요구된다. (Uşaqlar və yeniyetmələr üçün uyğun deyil.)
- - 3등급. 만 18세 이상 관객만 관람 가능하며, 보호자 동반시에도 미성년자는 절대 관람할 수 없다. (18 yaşından kiçik heç kim qəbul edilməyib.)

### 예전 등급
- - 2등급. 어린이에게 부적절하므로 보호자의 시청 지도가 요구된다.

이 중에서 1, 2등급은 권고의 성격을 지녔지만, 3등급 영화의 연령 제한은 엄격하게 집행된다. 3등급 영화에서도 묘사할 수 없는 장면을 포함하는 영화는 소위 4등급(四級片)이라고 불린다.

## 같이 보기
- 컴퓨터·비디오 게임 등급 심의 체계

### 내용주
1. 1 2  성인의 기준이 되는 연령은 나라에 따라 다르다.

### 참고주
1. ↑  해당 조항은 다음과 같다.

  - 청소년 보호 위원회와 각 심의 기관은 제7조에 따른 심의를 할 때 해당 매체물이 다음 각 호의 어느 하나에 해당하는 경우에는 청소년 유해 매체물로 결정하여야 한다.

1. 청소년에게 성적인 욕구를 상당히 자극하는 선정적인 것이거나 음란한 것 (선정성)

2. 청소년에게 포악성이나 범죄의 충동을 현저히 일으킬 수 있는 것 (폭력성 및 모방 위험 우려)

3. 성폭력을 포함한 각종 형태의 폭력 행위와 약물의 남용을 자극하거나 조장하거나 미화하는 것 (모방 위험 우려)

4. 도박과 사행심을 사회적 정의인양 조장하는 등 청소년의 건전한 생활을 현저히 해칠 우려가 있는 것 (사행성)

5. 청소년의 건전한 인격과 시민 의식의 형성을 매우 심각할 수준으로 저해하는 반사회적, 비윤리적인 것 (불륜 등 미풍양속을 해치는 비교육적인 소재를 다룬 내용)

6. 그 밖에 청소년의 정신적, 신체적 건강에 명백히 해를 끼칠 우려가 있는 것

  - 제1항에 따른 기준을 구체적으로 적용할 때에는 사회의 일반적인 통념에 따르며 그 매체물이 가지고 있는 문학적, 예술적, 교육적, 의학적, 과학적 측면과 그 매체물의 특성을 함께 고려하여야 한다.

  - 청소년 유해 여부에 관한 구체적인 심의 기준과 그 적용에 필요한 사항은 대통령령으로 정한다.
2. ↑  

  - 평일: 오전 7시부터 오전 9시까지와 오후 1시부터 오후 10시까지
  - 토요일, 일요일, 공휴일(초중고교의 방학 기간 및 대체 공휴일 포함): 오전 7시부터 오후 10시까지
  - 기타 방송법에 의한 유료 방송 채널: 오후 6시부터 오후 10시까지(방송법에 따라 가입자의 계약에 의하여 채널 단위로 별개의 시청료를 지불하는 유료 방송 채널 서비스는 여성가족부 장관이 고시함.)
3. ↑  (영어)http://www.theguardian.com/film/2014/aug/12/chinese-cinema-manager-film-ratings-system